# Amy Jackson

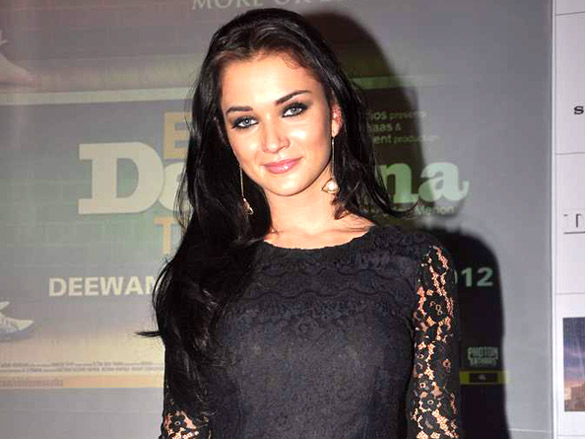
Amy Jackson.

Amy Louise Jackson, född 31 januari 1992, är en brittisk modell och skådespelare, som har medverkat i indiska filmer i Bollywood. 2009 vann hon Miss Teen World och 2010 titeln Miss Liverpool.

## Utmärkelser
- 2013: The Times of India's Mest åtråvärda kvinna 2012 #22[5]
- 2013: FHM Världens 100 sexigaste kvinnor: #56[6]
- 2013: The Times of India's Mest lovande kvinnliga nykomling 2012: #7[7] (for Ekk Deewana Tha)
- 2015: The Times of India' Mest åtråvärda kvinna 2014 #1[8]